# Badegau
Badegau (nep. बाडेगाउँ) – gaun wikas samiti w środkowej części Nepalu  w strefie Bagmati w dystrykcie Sindhupalchowk. Według nepalskiego spisu powszechnego z 2001 roku liczył on 1106 gospodarstw domowych i 5936 mieszkańców (3073 kobiet i 2863 mężczyzn).